# 492-es busz (2017–2019)
A 492-es jelzésű elővárosi autóbusz Budapest, Stadion autóbusz-pályaudvar és Tóalmás, autóbusz-forduló, illetve Kóka, autóbusz-forduló és Budapest között közlekedett, péntekenként napi 1-1 indulással. A viszonylat a Budapest, Örs vezér tere–Kóka útvonalú 490-es busz kiegészítőjárata volt. A 2019. februári menetrendváltozással mindkét járat megszűnt.

## Megállóhelyei
Az átszállási kapcsolatok között a Budapest, Örs vezér tere és Kóka között közlekedő 490-es busz nincs feltüntetve!
| 0                             | Budapest, Stadion autóbusz-pályaudvar végállomás                              | 67 | 1 75, 77, 80A 95, 130, 195 396, 397, 398, 399, 400, 402, 403, 410, 412, 414, 422, 424, 430, 432, 435, 436, 437, 438, 439, 440, 441, 442, 485, 486 1020, 1021, 1024, 1031, 1032, 1034, 1035, 1037, 1039, 1040, 1045, 1046, 1049, 1050, 1052, 1054, 1057, 1059, 1060, 1061, 1063, 1067, 1068, 1069, 1070, 1071, 1075, 1076, 1077, 1078 |
| 10                            | Budapest, Örs vezér tere (Tóalmás felé csak felszállás céljából)              | 58 | 3, 62, 62A 81, 82 10, 31, 32, 44, 45, 67, 85, 85E, 97E, 131, 144, 161, 161A, 168E, 169E, 174, 176E, 231, 244, 276E, 277 410, 419, 430, 440, 441, 484, 485, 486, 505, 510 1040, 1049, 1070, 1075, 1077, 1078 |
| 23                            | Budapest, Rákoskeresztúr városközpont (Tóalmás felé csak felszállás céljából) | 45 | 46, 97E, 98, 161, 162, 162A, 169E, 195, 198, 202E 484, 485, 486, 505, 506, 510 1070, 1075 |
| 28                            | Budapest, Kucorgó tér (Tóalmás felé csak felszállás céljából)                 | 40 | 97E, 161, 162, 197, 202E 485, 486, 505, 506, 510 |
| Budapest közigazgatási határa |                                                                               |    | |
| 33                            | Maglód, SPAR                                                                  | 33 | 485, 486, 510 1070 |
| 44                            | Mende, községháza                                                             | 24 | 485, 486 1070, 1075 |
| 52                            | Sülysáp, Kossuth Lajos utca 10.                                               | 16 | |
| 53                            | Sülysáp, vasútállomás                                                         | 14 | 488, 489, 491, 513 S60 , G60 , Z60 |
| 55                            | Sülysáp, óvoda                                                                | 13 | 489, 491 |
| 56                            | Sülysáp, Vasút utca 138.                                                      | 12 | 489, 491 |
| 61                            | Vaskereszt                                                                    | 7  | 489, 491 |
| 62                            | Kóka, Csapás utca                                                             | 6  | 489, 491 |
| 63                            | Kóka, malom                                                                   | 5  | 489, 491 |
| 64                            | Kóka, Pesti utca 46.                                                          | ∫  | 489, 491 |
| 65                            | Kóka, Tabán utca 2.                                                           | ∫  | 489, 491 |
| 66                            | Kóka, községháza                                                              | 4  | 489, 491 |
| 68                            | Kóka, Nagykátai út 71.                                                        | 2  | 489, 491 |
| 69                            | Kóka, Nagykátai út 131.                                                       | 1  | 489, 491 |
| 70                            | Kóka, autóbusz-forduló induló végállomás                                      | 0  | 489, 491 |
| 78                            | Tóalmás, szeszfőzde                                                           | ∫  | 486, 491, 496 |
| 79                            | Tóalmás, Kossuth utca                                                         | ∫  | 486, 491, 496 |
| 80                            | Tóalmás, Rákóczi út                                                           | ∫  | 486, 491, 496 |
| 81                            | Tóalmás, általános iskola                                                     | ∫  | 440, 486, 491, 496 |
| 82                            | Tóalmás, Árpád utca                                                           | ∫  | 440, 486, 491, 496 |
| 83                            | Tóalmás, újtelep érkező végállomás                                            | ∫  | 440, 486, 491, 496 |